# Peer Qvam
Peer Hafslo Qvam (født 24. december 1911, død 27. juli 1977) var en norsk arkitekt. Han er bedst kendt for at have tegnet en række T-banestationer i Oslo i 1960'erne.
Qvam blev udlært fra Norges tekniske høgskole i 1936 og arbejde i en periode hos Johan Meyer d.y. samt hos Dagfinn Morseth og Mads Wiel Gedde. Sammen med de to sidstnævnte vandt han i 1938 en arkitektkonkurrence om at tegne Jar Kirke. Arbejdet begyndte dog først i 1958 med indvielse i 1961 og med Qvam som udførende arkitekt.
Fra 1946 til 1958 arbejdede Qvam som makker med John Engh. Sammen vandt de i 1946 en konkurrence om en ny hovedbanegård, der forudsatte at den gamle Østbanestasjonen blev revet ned. Fredningsinteresser satte imidlertid en stopper for nedrivningen, og planerne blev ændret flere gange, før Oslo Sentralstasjon så dagens lys med Engh som udførende arkitekt. Qvam var blandt konsulenterne ved planlægningen af Oslotunnelen og skal have bidraget til udformningen af Nationaltheatret Station og den aldrig åbnede Elisenberg Station.
De T-banestationer Qvam tegnede åbnede i 1966 og ligger i Fellestunnelen og på Grorudbanen fra Sentrum og ud til Tøyen. Nærmere betegnet drejer det sig om Jernbanetorget, Grønland, Tøyen, Carl Berners plass, Risløkka, Vollebekk og Veitvet. Udseendet er ændret en del siden Qvams tid, og standarden er blevet hævet.
Qvams firma er videreført som Doxrud-Mjøset-Eggen og senere Arne Eggen Arkitekter.